# Jan IX (patriarcha Jerozolimy)
Jan IX – prawosławny patriarcha Jerozolimy w latach 1156–1166.